# Batiowo (stacja kolejowa)
Batiowo (ukr: Станція Батьово) – stacja kolejowa w miejscowości Batiowo, w rejonie berehowskim, w obwodzie zakarpackim, na Ukrainie. Zarządzana przez administrację użhorodzką Kolei Lwowskiej. Węzeł linii Lwów - Stryj - Czop oraz Batiowo - Sołotwyno.

## Historia
Stacja została otwarta w 1872 roku jako część linii kolejowej Czop - Mukaczewo.
Stację zelektryfikowano w 1962 roku w ramach linii Mukaczewo - Czop.
Na stacji zatrzymują podmiejskie pociągi elektryczne i pociągi ruchu dalekobieżnego.